# Hermandad de Campoo de Suso
Hermandad de Campoo de Suso est une ville espagnole située dans la communauté autonome de Cantabrie.